# 陽動
陽動（ようどう、英: Diversion）とは、自分の本当の意図を敵に誤認させ誘導（揺動）することを目標として計画的に実施される作戦行動である。陽動作戦などという。

## 概要
陽動とは戦略的、作戦的、戦術的な次元において相手の注意を特定の方面へと誘導するための行動であり、直接的な戦闘行動だけでなくさまざまな手法によって実施することができる。陽動を指揮する上の着眼点は機動と火力を最適化することであり、どのような状況においても陽動を実施する上では攪乱や助攻を実施よりも戦力の節約に留意しなければならない。なぜならば、陽動とは本質的には戦力の分散であり、無駄な陽動は主たる正面に展開する戦力の減少を伴うために一定の危険を伴う作戦であると言えるためである。戦術的または作戦的な次元において行われる陽動は一般に小規模な戦力を本当に要請される方面とは別の方面に展開することによって実施され、通常の攻撃とは異なり敵と直接的な戦闘を行うことはしばしば回避される。

## 事例

### 戦術的な陽動の事例
1. 1410年のグルンヴァルトの戦いでポーランド・リトアニア連合軍はタタール人軽騎兵を用いて陽動を成功させ、ドイツ騎士団軍を壊滅させることに成功した。
2. 1805年のウルムの戦いでフランス軍がオーストリア軍に対して実施した例があり、フランス軍の陽動の成功で主力がオーストリア軍を包囲することに成功した。

戦略的な陽動としては、ペロポネソス戦争においてアテナイ海軍がメロスに対して実施した例がある（メロス包囲戦）。